# Subsonica
I Subsonica sono un gruppo musicale italiano nato a Torino nel 1996.
Nella loro carriera hanno pubblicato 10 album in studio oltre ad aver vinto numerosi premi e riconoscimenti quali: Premio Amnesty Italia, MTV Europe Music Award, Premio Italiano della Musica, Premio Lunezia, Italian Music Awards, Premio Grinzane Cavour, TRL Award, David di Donatello ed una partecipazione al Festival di Sanremo.

## Storia

### 1996-2004: I Subsonica alla Mescal Records

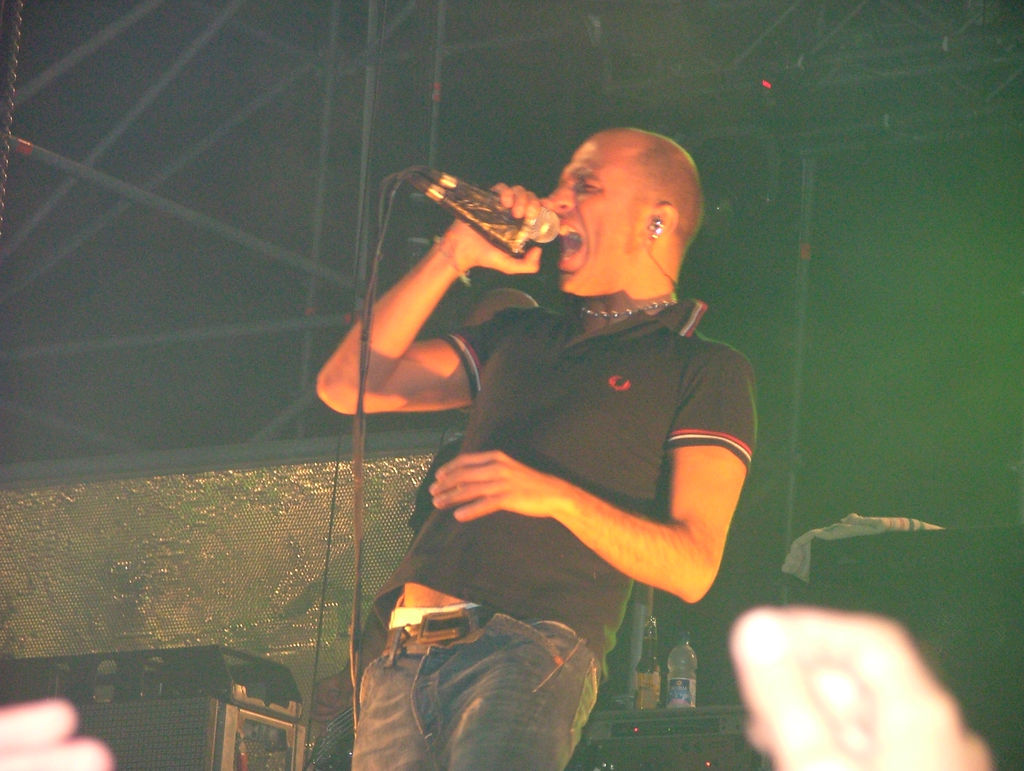
Samuel, voce dei Subsonica

I Subsonica vengono fondati nell'estate del 1996 da Max Casacci, Davide Dileo e Samuel Romano, esponenti della scena musicale alternativa torinese. Max Casacci, chitarrista, era stato uno dei componenti del gruppo reggae Africa Unite, Boosta (nome d'arte di Dileo) e Samuel invece suonavano insieme negli Amici di Roland. Ai tre si aggiungono presto Ninja che, dopo un'esperienza nei Karamamma e nei Base ed altre formazioni minori, suonava la batteria come musicista professionista seguendo in tour Ornella Vanoni, e Pierfunk, bassista che aveva collaborato in numerosi album di artisti italiani, fra i quali Loredana Bertè e Marcella Bella. Per il nome del gruppo, Samuel propose "Sonica", come una canzone dei Marlene Kuntz, mentre Max propose "Subacqueo", titolo di una canzone che aveva scritto con gli Africa Unite. Per conciliare i due, la ragazza di Max (l'attrice Ana Valeria Dini) pensò di fare una crasi dei due nomi creando così la parola "Subsonica". Rilasciano con questo nome il loro primo demo autoprodotto contenente 5 brani, che consente loro di firmare il contratto con la casa discografica Mescal.

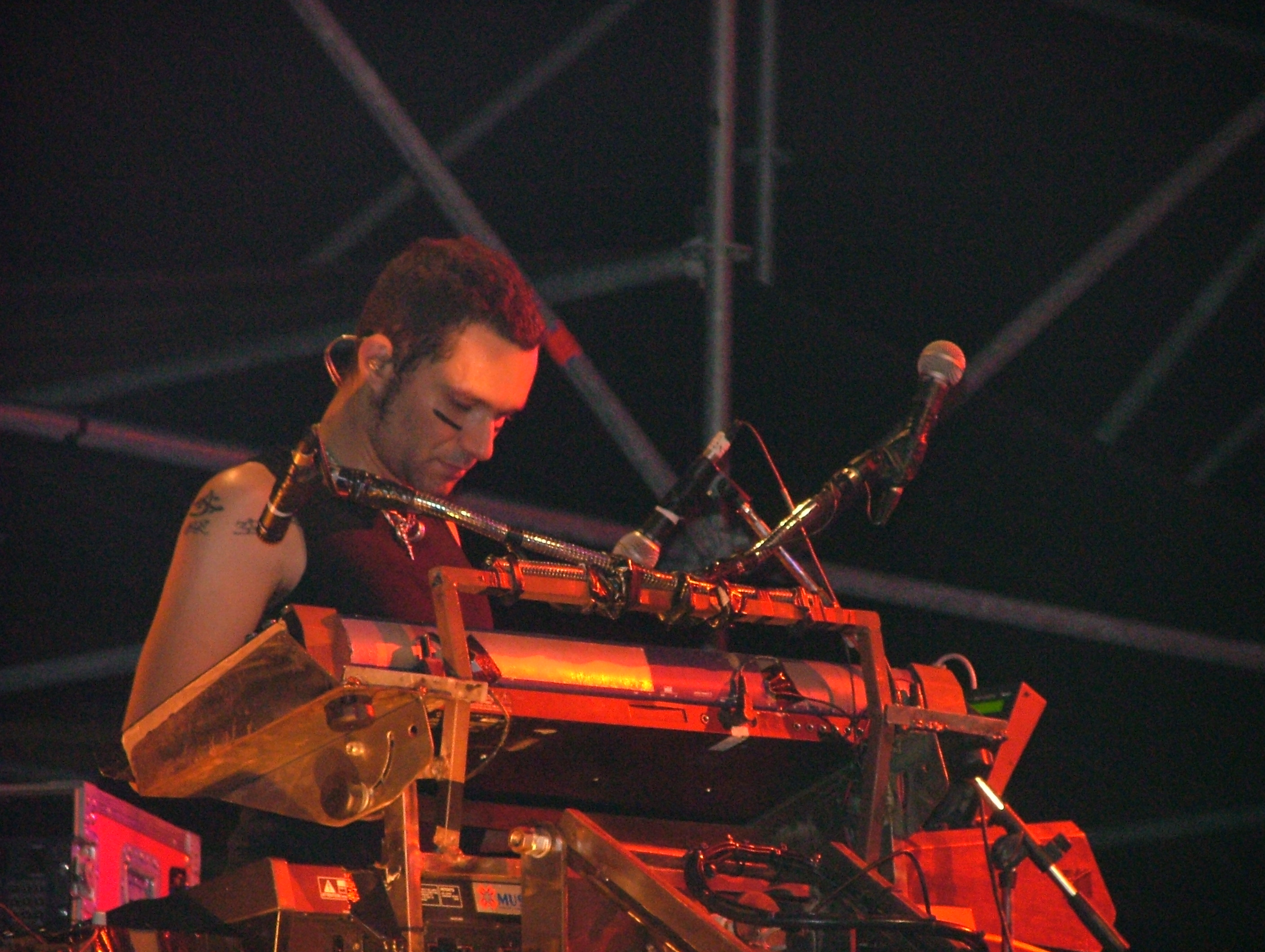
Boosta

Nella primavera del 1997, Casacci e Boosta danno alla luce il singolo Istantanee, che anticipa Subsonica, il primo disco del gruppo. Nello stesso anno vengono incise, su suggerimento di Antonella Ruggiero, Il video sono io e Per un'ora d'amore, due canzoni dei Matia Bazar utilizzate nell'album Registrazioni moderne. Per un'ora d'amore viene scelto come singolo di lancio dell'album della Ruggiero ed il relativo video, a cui partecipano, fa acquistare loro visibilità. Il 1998 è un anno dedicato ai concerti in giro per l'Italia, quasi 150 live tra gennaio ed ottobre.
Escono i singoli Cose che non ho (di Casacci), Radioestensioni (di Samuel e Boosta) e Preso blu (scritta da Casacci originariamente per gli Africa Unite, ma risultato inadatto alla voce di Bunna): quest'ultimo ha in allegato due brani strumentali che vengono remixati e pubblicati in Inghilterra dall'etichetta londinese Lacerba, che affida il lavoro ai dj Residente Filters e Terminal Head. Il risultato è il brano U.F.O., che si piazza al settimo posto nella classifica della rivista inglese Dj Magazine. A fine settembre partecipano al video di Me siente dei 99 Posse. A dicembre viene ristampato Subsonica, allegato ad un mini CD live dal titolo Coi piedi sul palco. L'album che si apre con Come se, brano dedicato a Silvia Baraldini, è influenzato dai linguaggi più innovativi degli anni novanta. I suoni "elettronici" di etichette inglesi come Ninjatune e Mo' Wax, le nuove frontiere ritmiche della jungle (Giungla Nord), i primi esperimenti dei Chemical Brothers (Onde quadre), il downbeat (Nicotina Groove) sono le ispirazioni di partenza, che i Subsonica traducono in musica per strumenti "suonati" e in canzoni. La vocalità di Samuel riesce a coniugare slancio melodico e sensibilità ritmica, l'esperienza di Max Casacci dietro al mixer è fondamentale per creare equilibrio tra forma canzone, arrangiamenti e pulsazione sonora. Il giovanissimo Boosta, armato solo di un Atari e di campionatore Akai è l'uomo dei loop, mentre Ninja riesce a calibrare dei suoni in grado di far sposare i tamburi con le ritmiche dei campionatori.
Nel giugno del 1999 esce Colpo di pistola che anticipa l'album Microchip emozionale, uscito nel settembre dello stesso anno. Parte del nuovo album viene presentata in anteprima all'MTV Day di Bologna, data che segna l'ultima presenza live del bassista Pierfunk da questo momento sostituito da Vicio. In ottobre esce Liberi tutti realizzato in collaborazione con Daniele Silvestri (nel 2011 il brano viene scelto come fondo musicale per la campagna pubblicitaria Io voto).

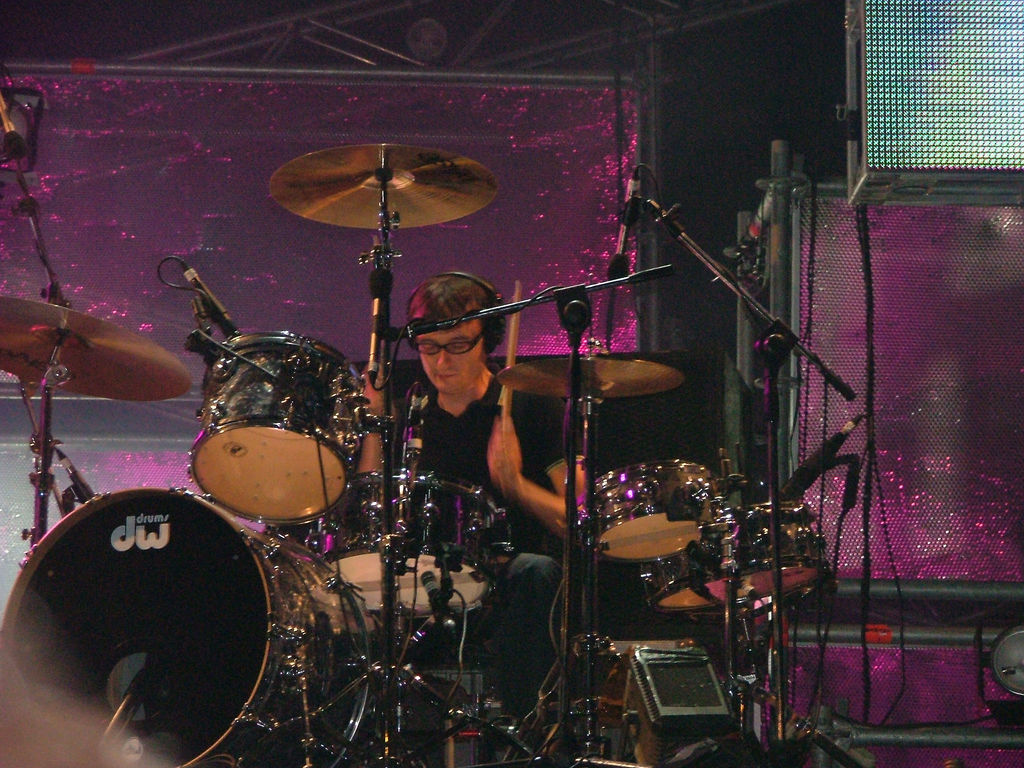
Ninja

Nel 2000 partecipano al Festival di Sanremo con Tutti i miei sbagli classificandosi undicesimi. Il quarto singolo, Discolabirinto, è accompagnato da un singolare video, il primo esperimento di video musicale compatibile con un pubblico di persone audiolese. Il clip, che come il brano vede la collaborazione di Morgan dei Bluvertigo, è realizzato da Luca Pastore. Vengono premiati durante gli MTV Europe Music Award di Stoccolma come miglior artista italiano e al PIM (Premio Italiano della Musica) nelle categorie "Miglior disco" e "Miglior gruppo" (erano stati nominati anche per il "Miglior tour").
Anticipato dal singolo Nuvole rapide, l'11 gennaio 2002 esce Amorematico. In questo terzo album collaborano con Maurizio Arcieri e Christina Moser, meglio conosciuti come i Krisma, nel brano Nuova ossessione e con Roger Rama in Nuvole rapide e Sole silenzioso. Il 2 febbraio parte il nuovo "Amorematico Tour" dal Velvet di Rimini che si conclude l'11 ottobre a Bellinzona (Svizzera). Qualche giorno prima vengono premiati insieme a Manuel Agnelli degli Afterhours, Marco Parente e Cristina Donà con il Premio Grinzane Cavour. A novembre, dopo l'ultimo singolo Gente tranquilla realizzato insieme al rapper marocchino Rachid, arriva il secondo MTV Europe Music Award come Best Italian Act, mentre alcuni giorni dopo vengono premiati all'Italian Music Awards per il progetto grafico di Amorematico e per l'arrangiamento di Nuvole Rapide.
Il 7 febbraio 2003 esce il doppio live Controllo del livello di rombo, registrato durante il tour di Amorematico. Vengono inclusi tre inediti (Non chiedermi niente, Livido amniotico in collaborazione con Veronika e L'errore) e parte un nuovo tour di quattro mesi realizzato per la prima volta nei palasport italiani. Durante la data al Mediolanum Forum vengono realizzate le riprese che l'anno successivo diventeranno il DVD Cielo tangenziale ovest. In primavera scrivono e registrano con i Linea 77 il brano 66 (Diabolus in musica) che comparirà nel loro album Numb. In ottobre viene pubblicata Anomalia Subsonica, biografia ufficiale scritta dal giornalista Paolo Ferrari.

### 2004-2006: Il divorzio con la Mescal ed il progetto Casasonica
L'11 gennaio 2004 iniziano ufficialmente la lavorazione del nuovo disco Terrestre. Il 2 marzo si esibiscono in concerto al Tora! Tora! di Mantova, il 27 aprile registrano in Piazza Castello a Torino il video di 66 (Diabolus in musica) con i Linea 77 e l'8 luglio partecipano al Traffic Festival nella serata Cieli su Torino in cui hanno suonato a fianco di alcuni dei gruppi più rappresentativi di Torino: Africa Unite, Linea 77, Mau Mau, Madaski, Persiana Jones e Fratelli di Soledad. Il 16 luglio firmano il contratto con la EMI Italiana e contestualmente danno vita all'etichetta Casasonica che gestisce le produzioni per Sikitikis, Cinemavolta, SteelA, Robertina e Gatto Ciliegia contro il Grande Freddo, Petrol e LNRipley. In settembre esce Cielo tangenziale ovest per la Mescal e il giorno 22 dello stesso mese suonano al Concerto per Piero alla Lega dei Furiosi, presentando tre brani inediti. In dicembre inizia la registrazione dell'album Terrestre. Il cambio di casa discografica è burrascoso: il contratto con la Mescal infatti prevedeva l'incisione di altri due album di inediti. I componenti del gruppo, amareggiati dal comportamento tenuto dai dirigenti dell'etichetta indipendente, dichiarano adempiuti gli obblighi contrattuali presentando a quest'ultima due nuovi album strumentali, considerati invece dalla Mescal come "album di soli rumori". Uno di questi, intitolato Mentale strumentale, avrebbe visto la luce soltanto nel 2020. La vicenda si conclude con reciproche denunce. Il passaggio alla EMI, secondo quanto dichiarato da Samuel in alcune interviste dell'epoca, è dovuto alla volontà di avere una maggiore indipendenza artistica ed economica.
Entrambe le etichette pubblicano quasi contemporaneamente un album: la Mescal, senza il consenso del gruppo, pubblica SUBurbani 1997-2004, la EMI il nuovo album Terrestre, uscito il 22 aprile in due versioni: CD e CD+DVD, ed anticipato dal singolo Abitudine. Escono poi in successione Corpo a corpo, nel cui video i Subsonica mostrano i loro volti e corpi, sovrapposti e distorti, mescolando la nudità della propria pelle a quella di persone amiche, e Incantevole, che resta più di 3 mesi in classifica e diventa il singolo più venduto dei Subsonica.

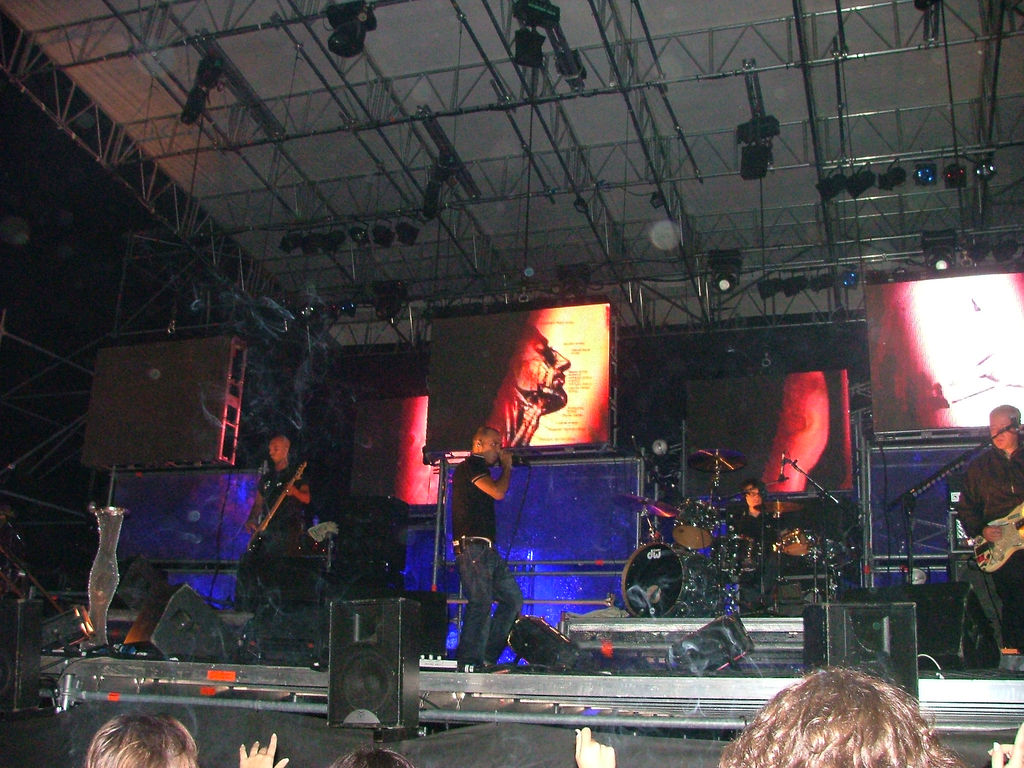
I Subsonica in concerto nel 2005

L'anno inizia con la presenza del gruppo all'Eurosonic Festival di Groninga nei Paesi Bassi. Il 2005 vede anche la loro partecipazione a Rockpolitik, programma di Adriano Celentano in onda sulla Rai, con il brano Corpo a corpo. Rispettivamente a gennaio e a giugno escono Vita d'altri, il cui video d'animazione viene realizzato dal regista Marco Pavone e L'odore. Durante il biennio 2005/2006 partono due tour: "Terrestre Tour" nei palazzetti e "Be Human Club Tour" nei club, che fanno registrare più di 230.000 presenze in 50 date. Il 23 aprile partecipano allo spettacolo Volumi all'idrogeno, svoltosi al Palasport Olimpico di Torino, durante la celebrazione di Torino Capitale Mondiale del Libro. La Fondazione per il libro, la musica e la cultura del comune di Torino affida la direzione artistica dello spettacolo a Max Casacci. All'esibizione, alla quale partecipano Linea 77, Mau Mau, Africa Unite e altri, assistono più di 11.000 persone e il gruppo chiude la serata con Alessandro Baricco ed un parallelo con il Moby Dick di Herman Melville.
Per l'ultima apparizione live del 2006, la band sceglie un contesto totalmente diverso, facendo da headliner in luglio al Cornetto Free Music Festival, il più grande festival musicale gratuito presente in Italia. Durante l'estate, ogni singolo membro del gruppo approfitta del momento di pausa per concentrarsi sui propri progetti paralleli. Max organizza la terza edizione del Traffic - Torino Free Festival, con Manu Chao, Franz Ferdinand e The Strokes. Samuel registra il secondo album dei Motel Connection. Boosta pubblica il suo secondo libro. Ninja diventa dj drum'n'bass e dà vita, insieme a Pierfunk, Ale Bavo, MC Victor e altri, agli LNRipley. Vicio lavora a svariati esperimenti strumentali nel suo home studio.
A novembre pubblicano Terrestre live e varie altre disfunzioni, doppio album (live ed acustico) che raccoglie brani eseguiti durante il Terrestre Tour e omaggi ad altri artisti, tra cui Gigi Restagno, Max Romeo e Elliott Smith, dei quali registrano Coriandoli a Natale, I Chase the Devil e Angeles. Quest'ultimo uscito come singolo nel maggio 2007 è accompagnato da un video d'animazione di Luca Lumaca. Lo stesso giorno esce anche il DVD Be Human: Cronache Terrestri Tour 2005, un documentario realizzato da Luca Pastore incentrato sull'ultimo concerto del Terrestre Tour al Mazda Palace di Torino e sulla vita backstage dei Subsonica. Nel frattempo il videoclip di Incantevole vince il Premio Videoclip dell'anno 2006 e la traccia strumentale Cullati dalla tempesta viene usata come sonorizzazione per un cortometraggio del regista Roberto Rossellini, presentato al Roma Film Festival. Nell'ottobre dello stesso anno esce GE-2001, compilation pubblicata in allegato al quotidiano Il manifesto per raccogliere fondi per i processi seguiti ai fatti del G8 di Genova. Vari gli artisti che partecipano all'iniziativa, tra questi anche i Subsonica con il brano Come se.

### L'eclissie la raccoltaNel vuoto per mano(2007-2009)

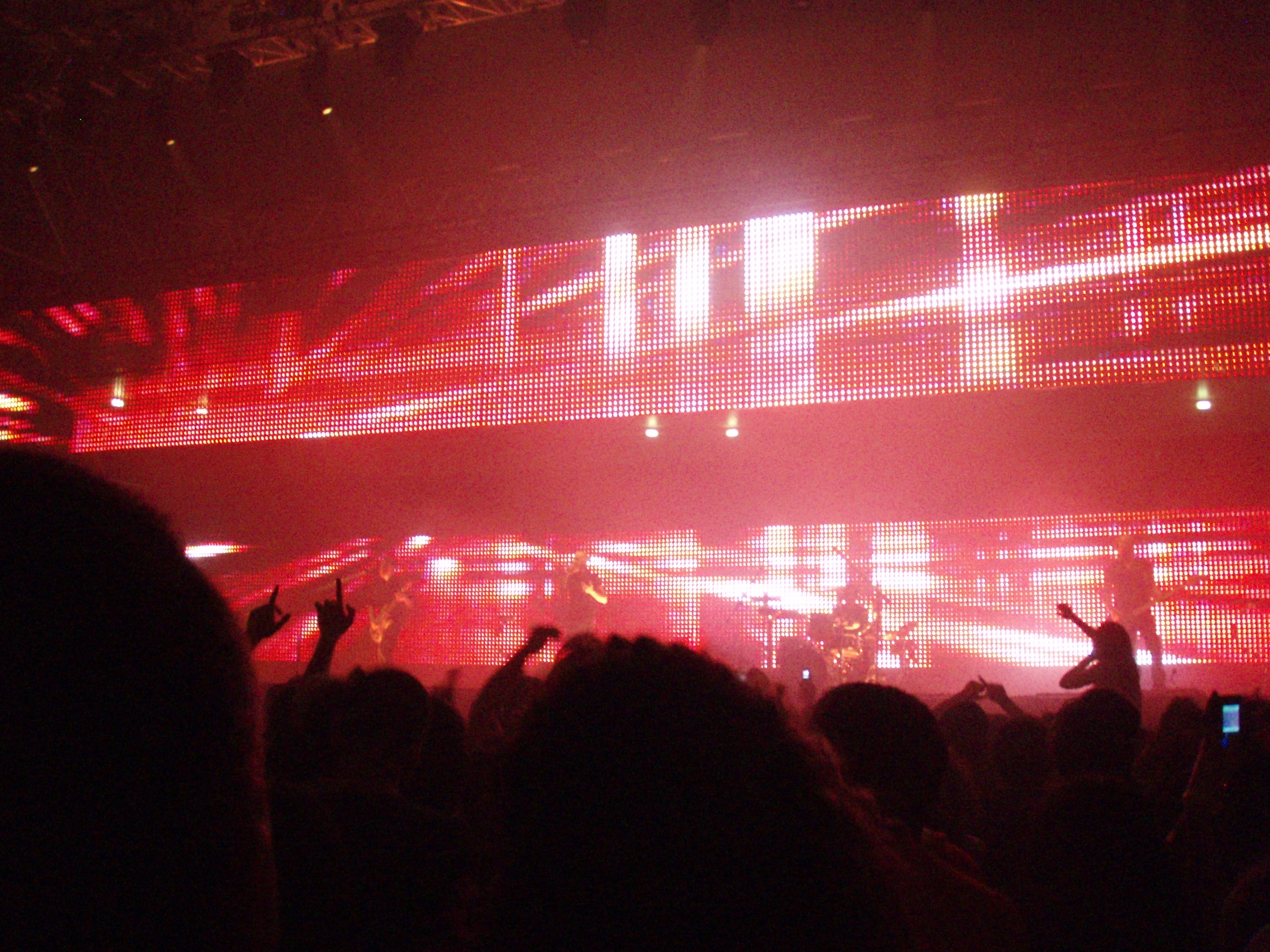
Subsonica Live 2008

Il 12 ottobre 2007 esce La glaciazione, primo singolo del nuovo album di inediti dal titolo L'eclissi pubblicato il 23 novembre, in contemporanea con il concerto d'apertura a Jesolo del nuovo tour di 9 date, conclusosi a Torino il 12 dicembre. Da registrare in tutte le date del tour l'esecuzione della reinterpretazione di Up Patriots to Arms, di Franco Battiato. Tale canzone era stata eseguita per la prima volta dal gruppo torinese con lo stesso Battiato nel concerto al Traffic festival 2007 di Torino, su richiesta di collaborazione del cantautore siciliano.
La seconda parte del tour per la promozione dell'album ha previsto 15 date nelle arene italiane, a partire da Cuneo il 9 febbraio 2008 fino al Mazda Palace di Torino il 26 marzo. Alcune date successivamente sono state posticipate per indiposizione del cantante e di fatto il tour si è concluso il 4 aprile a Rimini.
Il 5 febbraio 2008 esce in anteprima sul sito www.subsonica.it il video del secondo singolo estratto dall'album L'Eclissi: si tratta de L'ultima risposta.
Ad aprile vincono la sesta edizione del Premio Amnesty Italia 2008 con il brano Canenero. Il premio viene conferito da Amnesty International per premiare il migliore brano sui diritti umani pubblicato nell'anno precedente.

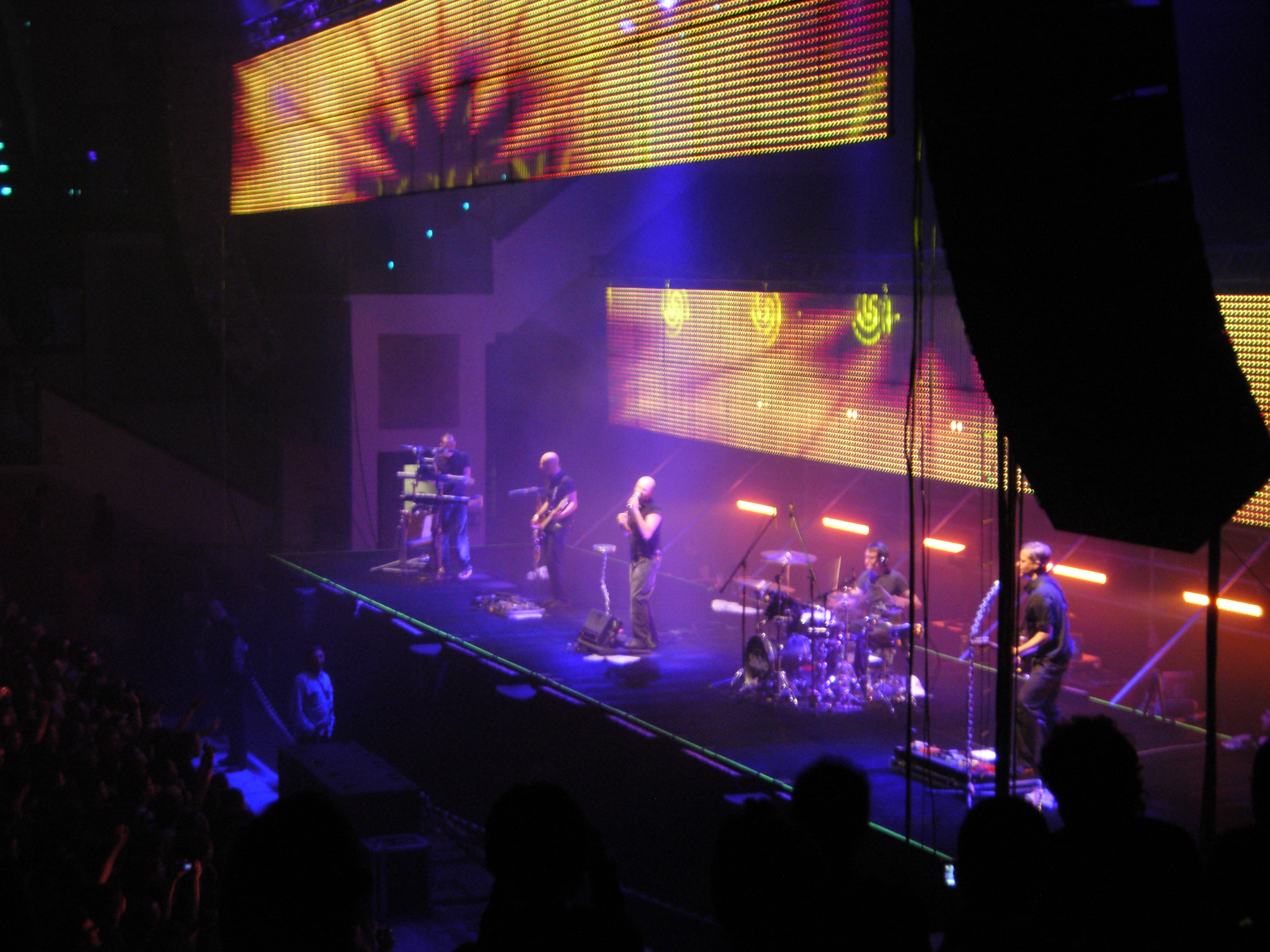
Il concerto dei Subsonica al 105 Stadium di Rimini il 4 aprile 2008

Il 24 maggio, esattamente a 11 anni dall'uscita del primo album, suonano dal vivo in piazza Vittorio Veneto a Torino, dove tutto è incominciato. Il concerto rientra nel progetto Uniamo le energie, una due giorni di incontri e comunicazione sul tema: nuove fonti e risparmio energetico, battezzato "la guerra d'indipendenza dal petrolio", parole pronunciate dal palco anche da Mercedes Bresso poco prima del concerto.
Il 14 settembre 2008 vede la nascita di Nel vuoto per mano 1997/2007, la prima raccolta di singoli ufficiale dei Subsonica, contenente il singolo inedito Il vento con relativo video condotto da Cosimo Alemà e ambientato nell'agglomerato di grattacieli del Centro Direzionale di Napoli (mentre il playback è stato girato nella Officina Grandi Riparazioni di Torino). Il secondo singolo estratto dalla raccolta è Strade, una delle canzoni più amate dai fan, presentato da un video in rotazione sui canali musicali diretto da Luca Pastore che mostra immagini di repertorio del gruppo fin dai tempi degli esordi.
Dopo la sua uscita, il gruppo si divide continuando i progetti solisti in sospeso, nel 2010 infatti esce H.E.R.O.I.N. dei Motel Connection, il gruppo capitanato da Samuel. Nell'estate dello stesso anno la band è comunque stata tra i protagonisti della diciottesima edizione del Sziget Festival, il più grande festival d'Europa che ha luogo ogni anno a Budapest.
Nel settembre 2010 viene pubblicata SubVolley, canzone composta per il campionato mondiale maschile di pallavolo 2010 che si sono tenuti in Italia, canzone che è anche l'inno ufficiale della manifestazione.

### paraSubnormal activityedEden(2010-2011)
Grazie ad alcuni video horror amatoriali (girati dal gruppo stesso), scoperti tramite la sezione "Diario di bordo" del loro sito, giunge la notizia del futuro sesto album Eden in lavorazione previsto per marzo 2011. I video, chiamati paraSubnormal activity (uccisi dalla commerciabilità), sono i capitoli di un piccolo telefilm amatoriale suddiviso in quattro episodi principalmente horror che ironizzano su alcune frasi della critica che, all'uscita di Terrestre, definì il gruppo come "venduti al commerciale". La storia racconta la sfortunata vicenda del gruppo che, durante le registrazioni del nuovo album, effettuate nella loro casa di campagna, vengono attaccati da un assassino che vuole punirli per essersi venduti alla "commerciabilità". Nel quarto episodio si può sentire un pezzo di quella che sarà Benzina Ogoshi, un singolo contenuto nell'EP Benzina uscito tempo dopo in esclusiva con La Repubblica XL. Il 10 dicembre 2010 esce la seconda serie, ambientata negli studi di Casasonica.

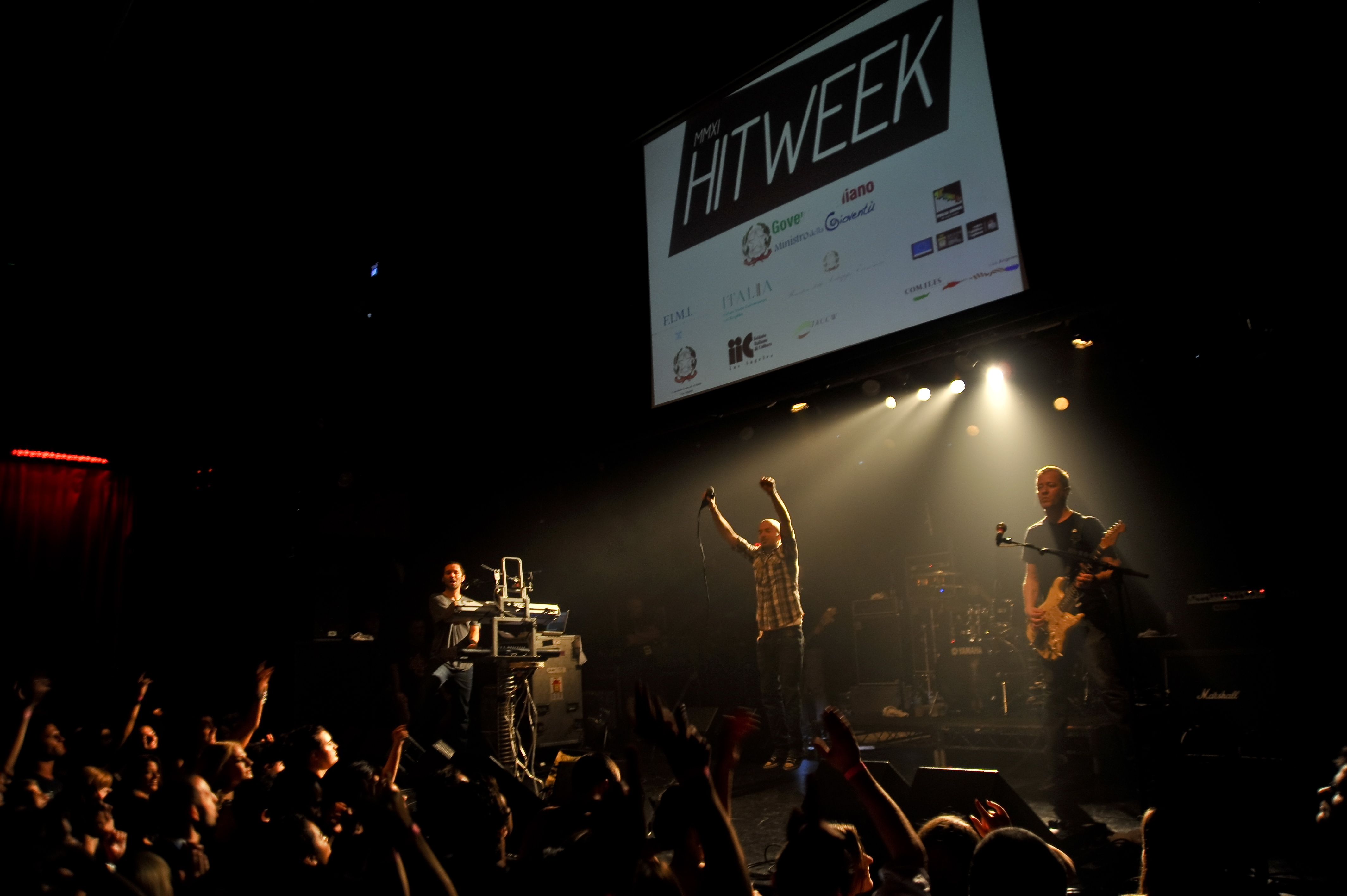
Il concerto dei Subsonica al Hit Week Festival del 2011

Dopo paraSubnormal activity, le voci sul sesto album si amplificano, sino a confermarne la sua uscita prevista per marzo 2011. Il gruppo pubblica il primo singolo di presentazione, chiamato Eden, disponibile per il download gratuito il solo primo giorno d'uscita, il 9 dicembre 2010, seguito a gennaio 2011 da Istrice. In occasione dell'uscita di questo secondo singolo, viene reso noto che il nome dell'imminente album sarà Eden e uscirà l'8 marzo.
Nel frattempo, in allegato al mensile la Repubblica XL di febbraio esce in esclusiva il singolo Benzina. Il testo di questa canzone è stato scritto a più mani di quante se ne pensi. Tramite il sito ufficiale, i Subsonica richiamano all'appello i loro fan, chiedendogli di elencare tutti i loro "Non sei riuscito a...", ovvero tutte quelle cose che non siamo riusciti a fare, o che qualcuno ci ha rinfacciato di non essere riuscito a fare. Tali frasi andranno a sostituire le vecchie strofe di Benzina Ogoshi versione Parasubnormal Activity. La collaborazione con i fan è quindi nata dall'esigenza di poter inserire Benzina Ogoshi nel nuovo CD, ma con un testo che potesse essere compreso da un pubblico più ampio, e non solo dagli spettatori del filmato horror made by Subsonica. Per la grafica della copertina e del booklet, i Subsonica si sono affidati allo studio Truly Design, collettivo composto da quattro giovani artisti di spicco del panorama torinese.
In vista dell'uscita di Eden i Subsonica promuovono il CD ed incontrano i loro fan presso tutte le Fnac più importanti d'Italia: a partire da Torino la sera del 7 marzo per poi andare a Milano, Roma, Napoli, Firenze, Genova e Verona. Il terzo singolo estratto da Eden è Il diluvio, pezzo dalle sonorità marcatamente drum 'n' bass, accompagnato da un video di forte impatto nel quale i componenti del gruppo, immersi in un ambiente neutro, sembrano mimare la forza travolgente delle proprie esibizioni dal vivo - saltando e muovendosi parecchio - alternando però il tutto a momenti grotteschi dove sembrano scherzare tra di loro ma soprattutto prendere in giro un certo tipo di atteggiamento di autocompiacimento tipico da band per teenager.

### Una nave in una forestae la pausa (2014-2017)
Il 28 maggio 2014 viene comunicato il lancio del nuovo singolo Lazzaro, la cui data di uscita è stata il 6 giugno 2014, anticipando così il settimo lavoro in studio della band. Lo stesso giorno vengono rese note in anteprima le date del tour che si è svolto nelle principali città italiane nell'autunno 2014.
Il 5 settembre 2014 i Subsonica annunciano il loro secondo singolo Di domenica che precede l'uscita del nuovo album Una nave in una foresta il 23 settembre 2014.
L'album Una nave in una foresta debutta al numero 1 della classifica italiana.
Il 31 ottobre 2014 prende il via da Jesolo il tour nei palazzetti, che si conclude il 1º dicembre al Mediolanum Forum di Assago, dopo una serie di sold out.
Una nave in una foresta tour riprende poi nel 2015 con una ventina di date che si chiudono a settembre a Milano. Nel periodo invernale da dicembre 2015 a febbraio 2016 la band suona nei club italiani per un'altra intensa serie di concerti (Una foresta nei Club). Infine, da maggio 2016 portano in scena il 1996-2016 Tour, per altri 12 spettacoli estivi.
Successivamente, a settembre 2016, Samuel lascia temporaneamente il gruppo, poiché aveva avuto problemi di salute e vicissitudini personali, dedicandosi all'album solista Il codice della bellezza. Anche gli altri musicisti concordano per una pausa delle attività della band. Il frontman vi farà rientro l'anno successivo per iniziare i lavori per il nuovo album.

### Il ritorno sulla scene,8eMicrochip temporale(2018-2019)
L'8 maggio 2018 viene comunicata la firma del nuovo contratto con la casa Vertigo Concerti, agenzia eventi dal vivo, che sancisce il ritorno sulle scene del gruppo. Il 18 luglio 2018 attraverso i canali social sono state annunciate la data di pubblicazione dell'album 8, fissata al 12 ottobre, e quelle della tournée europea European reBoot 2018. Il 7 settembre 2018 è stato pubblicato il primo singolo Bottiglie rotte, presentato in anteprima sui navigli di Milano con un collegamento dallo studio di Torino del gruppo.
Il 27 settembre 2018 è stato pubblicato il secondo singolo Punto critico.
Il 12 ottobre 2018 è stato pubblicato l'ottavo album in studio 8, mentre il 9 novembre 2018 il terzo singolo Respirare. L'8 marzo 2019 è stato infine pubblicato il quarto singolo L'incubo.
Il 1º novembre 2019 esce una nuova versione di Aurora sogna, cantata con i Coma Cose e i Mamakass. Il brano ha anticipato l'uscita dell'album Microchip temporale, riedizione dell'album Microchip emozionale in occasione dei 20 anni dalla sua pubblicazione. Il disco contiene i 14 brani dell'album originale, rivisti con nuovi arrangiamenti e con la collaborazione di alcuni artisti del panorama musicale italiano, tra i quali figurano Willie Peyote, Nitro, Elisa, Motta, Lo Stato Sociale, Coez, Cosmo, Achille Lauro, Ensi, Fast Animals and Slow Kids, Myss Keta e Gemitaiz, oltre ai già citati Coma_Cose e Mamakass.
L'album è stato pubblicato il 22 novembre 2019.

### Realtà aumentata(2023-)
Il 20 ottobre 2023 viene pubblicato il singolo Pugno di Sabbia che anticipa il decimo album della band.
Il 14 dicembre esce al cinema il film Adagio diretto da Stefano Sollima in cui i Subsonica partecipano realizzando l'intera colonna sonora da cui viene tratto il brano omonimo. La canzone ha vinto il Soundtrack Stars Award 2023 come miglior colonna sonora all'80ª Mostra internazionale d'arte cinematografica di Venezia.
Il 29 dicembre esce il terzo singolo Mattino di Luce il cui video, diretto da Donato Sansone, è stato creato con l'ausilio dell'intelligenza artificiale generativa.
Il 12 gennaio 2024 viene pubblicato su etichetta Epic Records/Sony Music l'album Realtà Aumentata, che include i tre singoli precedentemente pubblicati e vede la collaborazione di Willie Peyote e Ensi nel brano "Scoppia la bolla".
Il successivo 3 aprile vengono annunciate le candidature per la 69ª edizione del David di Donatello dove i Subsonica, in virtù della realizzazione della colonna sonora di Adagio, vengono nominati nella categoria Migliore canzone originale e Miglior compositore vincendo quest'ultimo premio.

## Formazione
Attuale
- Samuel – voce, chitarra occasionale (1996-presente)
- Max Casacci – chitarra, voce (1996-presente)
- Boosta – tastiera, voce (1996-presente)
- Ninja – batteria (1996-presente)
- Vicio – basso (1999-presente)[19]

Ex componenti
- Pierfunk – basso (1996-1999)

## Discografia
Album in studio
- 1997 – Subsonica
- 1999 – Microchip emozionale
- 2002 – Amorematico
- 2005 – Terrestre
- 2007 – L'eclissi
- 2011 – Eden
- 2014 – Una nave in una foresta
- 2018 – 8
- 2020 – Mentale strumentale
- 2024 – Realtà aumentata

## Videografia
- 2004 – Cielo Tangenziale Ovest
- 2006 – Be Human: Cronache terrestri - Tour 2005
- 2015 – Una nave in una foresta Live - Tour 2014

## Tournée
- 1997/1998 - Subsonica Tour
- 1999/2000 – Microchip Emozionale Tour
- 2002 – Amorematico Tour
- 2003 - Controllo del Livello di Rombo Tour
- 2005 – Terrestre Tour + Be Human Club Tour
- 2007/08 – L'eclissi Tour
- 2008 - Nel Vuoto per Mano club tour
- 2009 - Summer 09 Tour
- 2011 – Eden Tour + Tour Teatrale acustico
- 2012 – Istantanee Tour (Europa + Italia)
- 2014/15 – In una foresta Tour (Italia + Europa)
- 2015/16 – Una foresta nei Club
- 2016 - 1996-2016 Tour
- 2018 – European ReBoot Tour
- 2019 – 8 Tour (include alcune date speciali estive per i 20 anni di Microchip Emozionale)
- 2021 – Estate 2021 Tour (25 Anni)
- 2022 - Microchip Temporale Club Tour + Atmosferico Tour
- 2024 - SUBSONICA 2024 Tour (date primaverili) + La Bolla Tour (date estive)
- 2025 - Club Tour 2025 (Europa + Italia)

## Riconoscimenti
- 2000
  - MTV Europe Music Award - Premio regionale 2000: Miglior artista italiano
  - PIM: Miglior disco e Miglior gruppo
- 2002
  - MTV Europe Music Award - Premio regionale 2002: Miglior artista italiano
  - Italian Music Awards: Progetto grafico di Amorematico e arrangiamento di Nuvole Rapide
  - Premio Grinzane Cavour
- 2008
  - Premio Amnesty Italia (per il brano Canenero)[6]
- 2011
  - Riccio d'Argento - Premio Migliore Band dell'Anno di "Fatti di Musica 2011"
  - Wind Music Awards - Premio CD Oro
- 2012 
  - Premio Lunezia

per il Valore  Musical-Letterario dell’album “New Eden”
e tributo alla Cover ”Up patriots to arms“ di Franco Battiato.
- 2015
  - Wind Music Awards 2015 - Premio CD Oro
- 2024
  - David di Donatello per il miglior musicista

## Progetti paralleli
- Boosta
  - Iconoclash
  - Caesar Palace
- Samuel
  - Motel Connection
  - Krakatoa
- Max
  - Casasonica
  - Deproducers
  - Demonology HiFi
- Ninja
  - LNRipley
  - Demonology HiFi